# 티엔투언
티엔투언(베트남어: Thiên Thuận / 天順 천순 / 1128년 ~ 1133년 1월)은 베트남 리 왕조(李朝) 신종(神宗) 리즈엉호안(李陽煥)의 첫번째 연호이다. 《대월사기전서》(大越史記全書)에서는 티엔투언이라 적혀 있지만, 《월사략》(越史略)에서는 다이투언(베트남어: Đại Thuận / 大順 대순)으로 적혀있다.

## 개원
- 티엔푸카인토(天符慶壽) 2년 1월 1일[1](1128년 2월 3일)에 연호를 티엔투언(天順)으로 개원함.[2][3][4]

- 티엔투언(天順) 6년(1133년) 1월에 연호를 티엔쯔엉바오뜨(天彰寶嗣)로 개원함.[2][3][5]

## 연대 대조표
| 티엔투언   | 원년       | 2년        | 3년        | 4년        | 5년        | 6년        |
| 서기(西紀) | 1128년     | 1129년     | 1130년     | 1131년     | 1132년     | 1133년     |
| 간지(干支) | 무신(戊申) | 기유(己酉) | 경술(庚戌) | 신해(辛亥) | 임자(壬子) | 계축(癸丑) |

## 동시대 연호

### 중국
남송(南宋)
- 건염(建炎) (1127년 ~ 1130년)
- 소흥(紹興) (1131년 ~ 1162년)

금(金)
- 천회(天會) (1123년 ~ 1137년)

서하(西夏)
- 정덕(正德) (1127년 ~ 1134년)

대리국(大理國)
- 가영(嘉永) (1122년 ~ 1128년)
- 보천(保天) (1129년 ~ 1137년)

서요(西遼)
- 연경(延慶) (1124년 ~ 1133년)

### 일본
- 다이지(大治) (1126년 ~ 1131년)
- 덴쇼(天承) (1131년 ~ 1132년)
- 조쇼(長承) (1132년 ~ 1135년)